# Lothar Pfuhl
Lothar Pfuhl (* 30. August 1951) ist ein ehemaliger deutscher Radrennfahrer und nationaler Meister im Radsport.

## Sportliche Laufbahn
Einen ersten Titel gewann er bei den Rennen der Kinder- und Jugendspartakiade im Straßenradsport 1968. 1971 bestritt er mit der DDR-Rundfahrt sein erstes größeres Etappenrennen. Er startete insgesamt sechsmal bei der Rundfahrt, der 13. Platz 1975 blieb sein bestes Ergebnis im Endklassement. 1972 hatte er bei der Tour de Bohemia seinen ersten Einsatz für die Nationalmannschaft der DDR, 1975 war er dort erneut am Start.
Aus einer achtköpfigen Spitzengruppe erspurtete sich am 18. August 1974 beim 102 km langen Straßenradrennen Berlin–Bad Freienwalde–Berlin der 22-jährige Wolfgang Schröder seinen ersten Saisonsieg nach 2:21:50 h (43,1 km/h) vor Siegfried Kramer, Lothar Fischbach (beide SC Turbine Erfurt), Lothar Pfuhl und Wolfgang Türk (beide SC Karl-Marx-Stadt).
Er siegte bei der DDR-Meisterschaft 1975 im Mannschaftszeitfahren mit Joachim Vogel, Peter Lantzsch und Thomas Schneider. 1976 konnte er mit Günter Kubasch, Thomas Schneider und mit Joachim Vogel den Titel verteidigen. Pfuhl startete für den SC Karl-Marx-Stadt.